# Lázně Prameny
Lázně Prameny (Alžbětiny lázně, Elisabethbad) jsou zaniklé lázně v obci Prameny v okrese Cheb, které stály v její jihozápadní části při cestě do obce Kladská. Lázeňská budova se nacházela v nadmořské výšce 723 m n. m.

## Historie

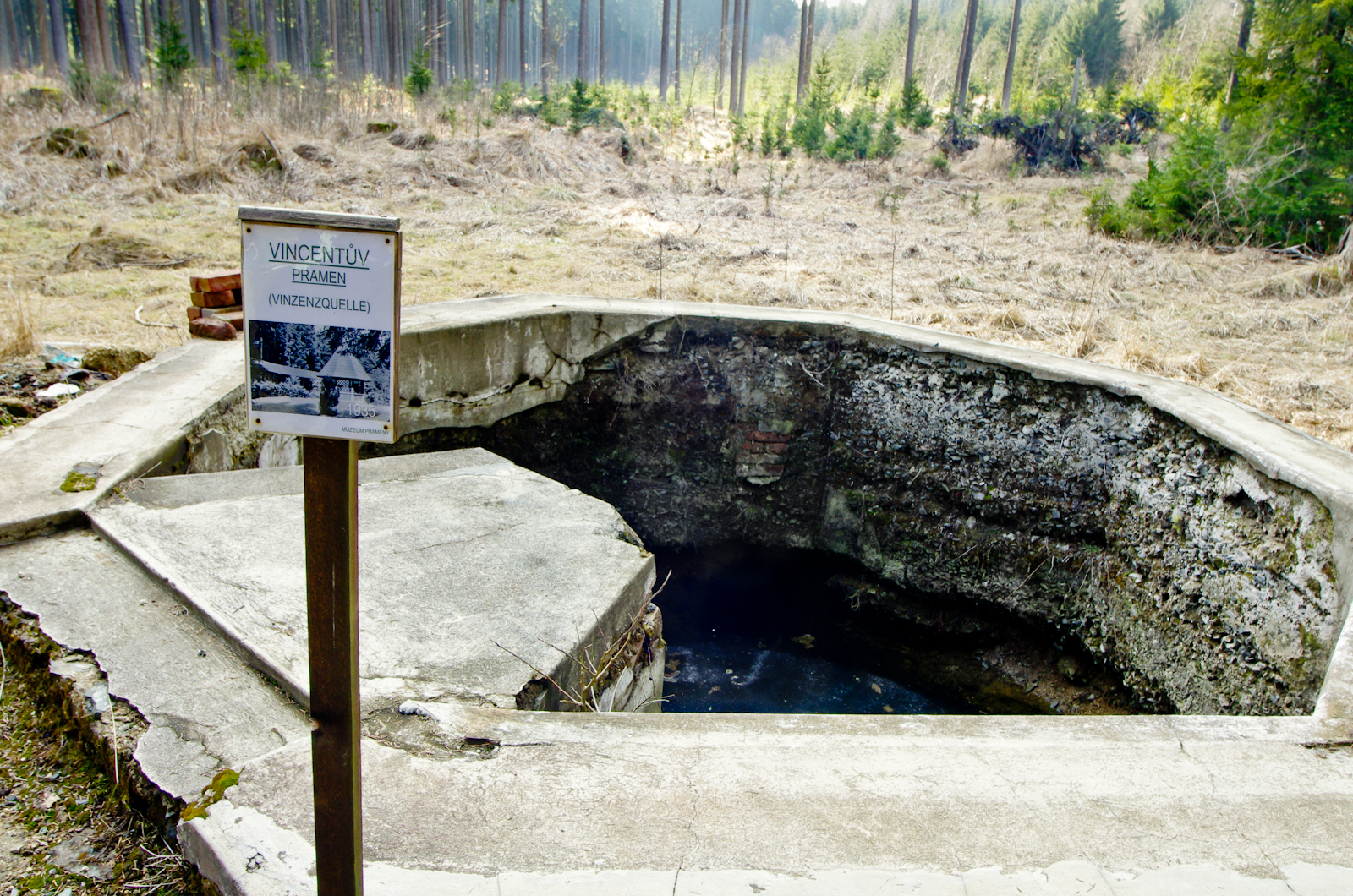
Vincentův pramen (2014)

Lázně byly uprostřed zdejších minerálních pramenů založeny roku 1870. Pro účely lázeňství provedli rozbor kyselek krajský lékař Dr. Reisinger z Teplé a lékař Prof. Dr. Hueppe z Prahy, kteří zaručili absolutní čistotu vody. Potvrdili, že: „každý pramen je vhodný ke každodennímu lékařskému pití a ani jeden z nich neobsahuje žádné nežádoucí, škodlivé či bakteriologické zárodky nebezpečné lidskému organismu.“
Vzorky všech pramenů byly zaslány do Vídně. Zde provedl podrobný všeobecný chemický rozbor k. k. Profesor Dr. v. Kletzinsky a vydal oficiální stanovisko:
| „                   | Vzhledem ke zjištěnému chemickém rozborům mohu potvrdit, že prameny jsou zcela vhodné k dietetickým i terapeutickým potřebám. Svou kvalitou se řadí mezi plnohodnotné prameny v okolních Mariánských Lázní. | “ |
| — Dr. v. Kletzinsky | |   |

Čtyři obchodníci z obce Prameny založili společnost „Sangerberger Bade-Gesellschaft“ (Sangerberská lázeňská společnost) a rozhodli se vybudovat velké lázně; lázeňskou budovu slavnostně otevřeli roku 1870. V sanatoriu se nacházelo 40 velkých pokojů vybavených komfortním nábytkem, malá koncertní síň, čítárna, několik heren a velká restaurace s kapacitou 200 hostů. Lázně obklopoval rozlehlý okrasný park s parkovými cestami sypanými pískem. Park se rozkládal východním směrem až k Pramenskému potoku (dříve potok Roda) a byly kolem něj vybudovány tenisové kurty, prostory na kriket a kuželky a také veřejné koupaliště s dřevěnými kabinkami. Kočáry s lázeňskými hosty jezdily po oddělených remízcích, kde byly i stáje pro koně. Za hotelem stál velký dřevěný léčebný dům a za ním do oblouku stavěná částečně uzavřená dřevěná kolonáda. K areálu náležel také Popský mlýn, lázeňský dům u tenisových kurtů a rybářský domek u potoka Roda.

### Vývěry pramenů
Vyvěraly zde čtyři vydatné kyselky:
- Vincentův pramen
- Hublův pramen
- Gizelin pramen
- Rudolfův pramen

Prameny Rudolfův a Gizelin byly jímány do kruhových jímek, které měly silné obrubníky. Nad pramenem Vincentovým byl postaven okrasný dřevěný altán. Teplota zdejších pramenů zcela nezávislých na okolní teplotě ovzduší bývala kolem 5–6 °C.

### Léčba
Účinná byla léčba ve slatinných koupelích. Léčeny zde byly choroby:
- bledničky (chloróza)
- chudokrevnosti (anemie)
- chronické katary žaludku a střev – průjmy, zácpy
- onemocnění respiračních orgánů – katary hrdla, horních cest dýchacích a plic
- nemoci ženských orgánů všech forem
- poruchy nervových systémů – neurastenie všech stupňů, hypochondrie, hysterie, depresivní stavy

Nejvíc se doporučovala léčba chudokrevnosti, celkového oslabení organismu, nemocí plic a průdušek a těžké choroby nervů.

### Po roce 1914
V průběhu 1. světové války byla v lázních ozdravovna pro zraněné s poškozenými plícemi. V době války však došlo k průsaku povrchové vody do hlavního Vincentova pramene a ten byl značně znečištěn. Po roce 1918 lázně koupila firma Julius Meinl, která objekt přestavěla - zbourala zadní pavilon a postavila místo něj další křídla lázní s pokoji. Firmě se však nedařilo a lázně prodala společnosti Porcelán Karlovy Vary, a.s. (Porzellan Karlsbad, AG.). Porcelánka provoz zastavila, koupele zrušila a v objektech vedla ozdravovnu pro své zaměstnance s poškozenými plícemi; spolu s nimi zde byli léčeni nemocní s TBC.
Roku 1945 získalo sanatorium Ústředí nemocenských pojišťoven. Po třinácti letech zde bylo opět otevřeno plicní oddělení, které zde vydrželo do roku 1966. O rok později zde stát zřídil Domov důchodců. 2. června 1983 došlo ve dvě hodiny v noci z neznámých příčin k požáru a lázeňský dům z velké části vyhořel.. Prázdný areál postupně chátral.
Stát poskytl prostředky na opravu lázní, které však nedostačovaly. Byly pouze provedeny základní statické opravy a zhotovena nová měděná střecha, která zabránila zatékání vody. Roku 1990 však byla měď ze střechy ukradena a odvezena do sběru. Roku 2000 budovu srovnal se zemí buldozer.